# Міжнародний день проти фашизму і антисемітизму
Міжнародний день проти фашизму і антисемітизму (англ. International Day Against Fascism and Antisemitism) — відзначається як день пам'яті, коли відбулася перша масова акція фізичного насильства Третього рейху по відношенню до євреїв.
Відзначання започатковано за ініціативи Міжнародної мережі проти расизму UNITED, що об'єднує понад 500 організацій з 49 країн і діє незалежно від політичних партій і урядів, в багатьох країнах світу.

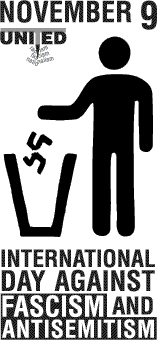
Логотип кампанії «Міжнародний день проти фашизму і антисемітизму»

## Історія
9 листопада 1938 року нацистська Німеччина почала погром проти євреїв. Єврейські будинки були розграбовані, так само як і магазини, міста і села. Штурмові загони і громадяни, руйнували будівлі молотами, вулиці були покриті осколками розбитих вікон — звідси пішла назва «Kristallnacht», Кришталева ніч. 91 єврей був убитий, а 30 тисяч єврейських чоловіків — це чверть всіх чоловіків-євреїв в Німеччині, були вивезені в концентраційні табори, де їх катували протягом декількох місяців. Більше тисячі з них померли. Близько 1'668 синагог були пограбовані і 267 спалені. Тільки у Відні, 95 синагог або єврейських молитовних домів були зруйновані.
Погром Кришталевої ночі вважається символічним початком систематичного знищення євреїв, яке почалося з дискримінації і вигнання німецьких євреїв з 1933 року і в кінцевому підсумку призвело до вбивства мільйонів євреїв і так званих «ворогів німецького держави»: гомосексуалів, злочинців і «антисоціальних» людей, членів різних релігійних громад, людей з психічними відхиленнями, політичних «злочинців», послідовників таких політичних течій, як комуністи та соціалісти, іспанських республіканських біженців, також меншин, таких як роми, сінті та інші.

## Відзначання та цілі
Починаючи з 1995 року, організація «UNITED» («UNITED for Intercultural Action» /укр. "Разом за міжкультурну взаємодію") координує щорічну загальноєвропейську кампанію 9 листопада, іменовану Міжнародним днем проти фашизму і антисемітизму. Він має подвійне призначення: одна частина кампанії спрямована на підтримку пам'яті про жертви погрому в кришталеву ніч і взагалі жертв Голокосту нацизму і фашизму протягом всієї історії; інша частина орієнтована здебільшого на сучасні проблеми расизму, антисемітизму, правого екстремізму та неофашизму.
У кампанії «Разом за міжкультурну взаємодію» бере участь багато різних груп з незалежною діяльністю, які UNITED збирає в інтернеті на сайті: www.dayagainstfascism.eu